# I Казети (Болоња)
I Казети (итал. I Casetti) је насеље у Италији у округу Болоња, региону Емилија-Ромања.
Према процени из 2011. у насељу је живело 68 становника. Насеље се налази на надморској висини од 19 м.